# Селихов, Николай Георгиевич
Никола́й Гео́ргиевич Се́лихов (1 апреля 1900, Варшава — 17 февраля 1943, Гривенская, Краснодарский край) — советский военачальник, кадровый офицер РККА, участник Гражданской и Великой Отечественной войн. Командир Судакского десанта. С января 1942 года в партизанском движении Крыма, командир отряда, позднее 2-го партизанского района. Переброшен по воздуху на Кавказ. Полковник (14 апреля 1942). Командир 319-й стрелковой дивизии и 414-й стрелковой дивизии. Погиб 17 февраля 1943 года в бою за станицу Гривенская.

## Биография
Селихов Николай Георгиевич родился 1 апреля 1900 года в Варшаве в семье военного инженера. Социальное происхождение — из дворян. Окончил в Полтаве городское училище в 1913 году. С 1914 года учился в кадетском корпусе в Москве.
В 1917 году присоединился к революции и в конце года прервал учёбу в корпусе. С 15 июня 1918 года — в Красной Армии. Участник Гражданской войны. Был зачислен делопроизводителем в 255-й тяжёлый артиллерийский дивизион, в составе которого воевал с белочехами. С декабря 1918 года служил в 7-й Владимирской стрелковой дивизии, которая была сформирована в Ярославском военном округе. В ней Селихов был командиром отделения и помощником командира взвода 2-го стрелкового полка 222-й бригады. Весной 1919 года дивизия вошла в состав 2-й армии Восточного фронта и сражалась против белогвардейской Сибирской армии войск адмирала А. В. Колчака. В конце июня — начале июля 1919 года дивизия была переброшена на Южный фронт, где Селихов воевал против армий генерала А. И. Деникина (в том числе участвовал в Орловско-Курской операции), отрядов С. Н. Булак-Балаховича и Н. И. Махно, затем боролся с бандитизмом в Полтавской губернии. В феврале 1922 года переведён делопроизводителем в отдел продснабжения дивизии, а в мае был направлен учиться на курсы красных командиров. В годы гражданской войны получил в боях две контузии.
Окончил 4-е Армавирские пехотно-пулемётные курсы красных командиров (которые в то время находились в Баку) в декабре 1922 года. Сразу после их окончания обучался в 21-й Бакинской пехотной школе (с октября 1924 — 21-я Тифлисская пехотная школа). Окончил её в сентябре 1924 года и был зачислен в 4-й Кавказский стрелковый полк 2-й Кавказской стрелковой дивизии имени тов. Степина Кавказской Краснознамённой армии, в котором прослужил почти восемь лет: командир стрелкового взвода, командир пулемётного взвода полковой школы, помощник начальника штаба полка, командир стрелковой роты, командир роты одногодичников, начальник штаба батальона. Полк дислоцировался в городе Гянджа. Несмотря на «мирное время», в эти года краскому Н. Г. Селихову довелось много воевать: осенью 1924 года он участвовал в подавлении меньшевистского восстания в Грузии, в конце 1924 года был откомандирован для борьбы с бандитизмом в Дагестан, в 1926 году участвовал в операции по разоружению бандформирований в горных районов Дагестана; с февраля по май 1931 года воевал с бандами в Нагорном Карабахе и в Закатальском районе Азербайджанской ССР.
С апреля 1932 года — командир роты 2-го Кавказского стрелкового полка (Ахалцихе). С мая 1933 — начальник полковой школы 1-го Кавказского стрелкового полка Батум. С февраля 1937 — начальник штаба 25-го горнострелкового полка 9-й горнострелковой дивизии имени ЦИК ССР Грузии, с октября 1937 — начальник штаба 59-го горнострелкового полка 20-й Кавказской горнострелковой дивизии (Ленинакан), с декабря 1937 года временно исполнял должность командира этого полка.
В июне 1938 года капитан Н. Г. Селихов был арестован органами НКВД СССР. До февраля 1940 года находился в тюрьме под следствием; освобождён с прекращением дела. В марте 1940 года восстановлен в РККА. В том же месяце был назначен начальником штаба 276-го горнострелкового полка 77-й горнострелковой дивизии имени Серго Орджоникидзе. Но уже в августе его направили учиться в Москву.
Окончил Высшую штабную школу при Военной академии РККА имени М. В. Фрунзе в апреле 1941 года. С апреля 1941 года майор Селихов — командир 105-го горнострелкового полка 77-й горнострелковой дивизии Закавказского военного округа. С июля 1941 года — командир 324-го горнострелкового полка 77-й горнострелковой дивизии, а затем назначен командиром 226-го горнострелкового полка в 63-й горнострелковой дивизии. 23 декабря 1941 года дивизию передали в 44-ю армию Закавказского фронта (с 30 декабря 1941 года — Кавказский фронт).

### Судакский десант
В последние дни декабря 1941 года полк прибыл в Новороссийск. Вскоре он получил приказ на подготовку для высадки десанта в немецкий тыл.
В ночь на 16 января 1942 года в Судакской бухте был высажен основной десант — 1750 военнослужащих 226-го горно-стрелкового полка из состава 63-й горнострелковой дивизии 44-й армии с четырьмя 76-мм орудиями под командованием майора Н. Г. Селихова.
Высадка производилась при сильном шторме с крейсера «Красный Крым», эсминцев «Сообразительный» и «Шаумян», канонерской лодки «Красный Аджаристан», 6-ти катеров «морской охотник» при артиллерийской поддержке линкора «Парижская коммуна» и эсминцев «Безупречный» и «Железняков». В операции также участвовали две подводные лодки, выполнявшие роль плавучих маяков. Командующий операцией — контр-адмирал Л. А. Владимирский. В Судаке находились румынские части, отступившие после начала артобстрела. К вечеру 16 января десантники захватили Новый Свет, Кучук Таракташ и Биюк Таракташ (ныне Дачное). В некоторых из этих пунктов имели место ожесточённые бои, в которых советские десантники потеряли до 100 человек, а немецко-румынские войска — до 300 солдат, также десантники захватили 4 орудия, 450 винтовок, 9 автомашин, 1 станковый пулемёт, 2 миномета, 1 артиллерийский склад и 11 пленных (из них два офицера). В боях 17 января десант потерял до 160 человек, противник — до 220 человек, были захвачены ещё 2 миномёта и несколько десятков единиц стрелкового оружия. Главная задача — содействие наступлению советских войск в районе Феодосии — потеряла смысл, так как 15 января немецко-румынские части 11-й армии Манштейна перешли в наступление и к 17 января Феодосия была оставлена советскими войсками.
Десант занял круговую оборону — по роте солдат перекрыли дороги на Алушту и Грушевку, вокруг Судака также укрепилась одна рота с двумя орудиями. Основные силы полка выдвинулись к Феодосии, но попали под контрудар немецких войск. 19 января Манштейн бросил против десанта войска, освободившиеся под Феодосией. Авангард полка был окружён и погиб в полном составе в бою в селе Отузы (Щебетовка). Остальные силы полка до 22 января оборонялись в районе перевала Синор, несмотря на использование противником авиации. В ночь с 23 на 24 января полк отошёл и закрепился восточнее Биюк Таракташа. С 16 по 23 января десант действовал вообще без какой-либо поддержки со стороны флота или фронта. Проблемой было отсутствие доставки боеприпасов к десанту. Обстановка стала угрожающей, однако советское командование решило не снимать его, а наоборот усилить. 23 января эсминец «Бодрый» доставил в Судак боеприпасы и вывез 40 раненых.
В ночь на 24 января в Судаке ему в подкрепление был высажен 554-й горнострелковый полк 138-й горнострелковой дивизии 44-й армии (командир — майор С. И. Забродоцкий, 1 376 человек, 2 орудия) и рота морской пехоты Черноморского флота (150 человек).
Прорвавшись 27 января западнее Таракташа, немцы смогли отрезать 544-й полк в Ай-Савской долине, севернее горы Перчем, отрезав ему отход на Судак. Отрезанным оказался и командный пункт майора Селихова, располагавшийся далеко на востоке, севернее села Козы, ныне Солнечная Долина. Помня полученный приказ, командир 226-го полка продолжал считать Коктебельское направление главным и отказался переносить свой штаб в Судак.
После боёв с превосходящими силами немецко-румынских войск к 27 января десант был расчленён на отдельные узлы сопротивления и разбит. Селихов, а также комиссар 544-го полка с остатками бойцов (историки указывали цифры 880, 350, по докладу Селихова 500 человек) смог отойти в горы и присоединиться к отрядам 1-го района партизан Крыма под командованием А. А. Сацюка.
Позднее 1 февраля во 2-й партизанский район прибыли ещё 110 человек во главе с лейтенантом Виноградовым и бывшим комендантом Судака техником-интендантом 2-го ранга Агеевым.

### В партизанском движении Крыма
С февраля 1942 года являлся командиром «группы Селихова» из числа военнослужащих в составе 1-го партизанского района. Позднее назначен командиром 2-го района партизан Крыма приказом командующего Крымским фронтом от 6 марта 1942 года, а 7 марта получил звание подполковника. Под его руководством партизаны провели ряд боевых операций против оккупантов и местных коллаборационистов, сорвали масштабную карательную экспедицию против них в феврале-марте 1942 года, нанесли врагу ощутимый урон. После конфликта с командующим партизанским движением в Крыму А. В. Мокроусовым в июне 1942 года был эвакуирован по воздуху из Крыма на «Большую землю».

## Закавказский и Северо-Кавказский фронты
С июля 1942 года состоял в распоряжении Военного совета Закавказского фронта, тогда же ему присвоено воинское звание полковник. Участник битвы за Кавказ. С 18 сентября 1942 года временно исполнял должность заместителя командира 223-й стрелковой дивизии, которая в то время сооружала оборонительный рубеж по реке Терек, а затем в районе южнее Кизляра. 
1 ноября 1942 года был назначен командиром 319-й стрелковой дивизии 9-й армии Северной группы войск Закавказского фронта, и во главе дивизии участвовал в Нальчикско-Орджоникидзевской операции. С 1 декабря 1942 года командовал 414-й стрелковой дивизией 44-й армии Северо-Кавказского фронта. В ходе Северо-Кавказской наступательной операции дивизия под его командованием наступала из района севернее Моздока, освободив несколько населённых пунктов, 12 января её вывели в резерв, а 24 января передали в 37-ю армию. Там она участвовала в Краснодарской наступательной операции, в ходе которой полковник Н. Г. Селихов погиб 17 февраля 1943 года в бою за станицу Гривенская. Был похоронен в Гривенской.
Перезахоронен 18 октября 1943 года, место захоронения: Краснодарский край, город Краснодар, западный округ Всехсвятского кладбища, офицерский участок, могила № 1338.

## Награды

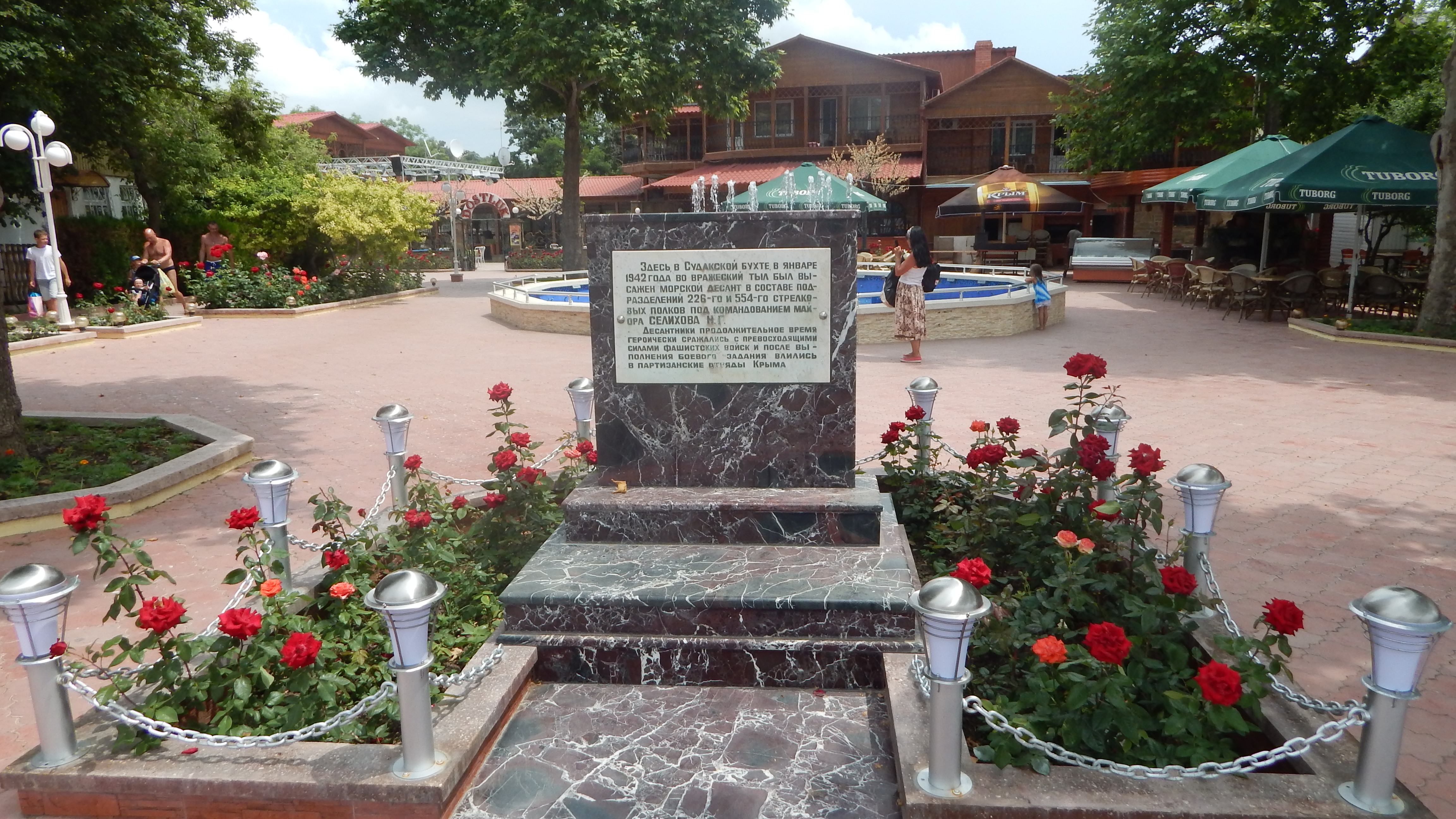
Памятный знак (1969) на месте высадки десанта на городской набережной Судака.

- Памятный знак (1969) на месте высадки десанта  на городской набережной Судака.    Объект культурного наследия народов РФ регионального значения. Рег. № 911710937180005 (ЕГРОКН)Орден Красного Знамени (18.03.1942),
- Орден «Знак Почёта» (16.08.1936)[9],
- Юбилейная медаль «XX лет Рабоче-Крестьянской Красной Армии» (22.02.1938).

## Память
В 1969 году памятный знак на месте высадки десанта был установлен на городской набережной Судака. Ныне это  Объект культурного наследия народов РФ регионального значения. Рег. № 911710937180005 (ЕГРОКН).
Мемориальная надпись: «Здесь в Судакской бухте в январе 1942 года во вражеский тыл был высажен морской десант в составе подразделений 226-го и 554-го стрелковых полков под командованием майора Селихова Н. Г. Десантники продолжительное время героически сражались с превосходящими силами фашистских войск и после выполнения боевого задания влились в партизанские отряды Крыма».
Ежегодно в годовщину десанта и на 9 мая тут проходят торжественные возложения цветов и памятные митинги.